# بالگردگاه روند بوت
بالگردگاه روند بوت (به انگلیسی: Round Butte Heliport) یک فرودگاه خصوصی است. این فرودگاه در شهر متولیوس، اورگن کشور ایالات متحده آمریکا قرار دارد و در ارتفاع ۶۴۷ متری از سطح دریا واقع شده است.